# Коллен, Фил
Филипп Кеннет Коллен (англ. Philip Kenneth Collen, род. 8 декабря 1957 года) — британский музыкант, лид-гитарист рок-группы Def Leppard.

## Биография
Фил Коллен родился в Хакни, Лондон, Англия. Свою первую гитару он получил от двоюродного брата Дэвида Пилли, который сказал ему: «используй, чтобы просто сидеть в его [чьей?] спальне просто играя на ней». Затем, в возрасте 16 лет, Коллен получил свою первую гитару [вторую «первую» гитару] (красный Gibson SG), самостоятельно выучился играть, и бросил школу, чтобы продолжить карьеру в музыке. Затем он присоединился к ряду ранних групп, включая Lucy, Tush, Dumb Blondes и Girl. Во время его пребывания в Girl, карьера Коллен пошла вверх, что вызванно относительным успехом альбомов Sheer Greed и Wasted Youth, что дало Коллену возможность играть в более значимых местах.
Молодого Фила Коллена также можно увидеть на задней стороне обложки концертного альбома группы Deep Purple Made in Japan, поскольку фотография была фактически сделана в Brixton Academy в Лондоне, на концерте, который посетил Коллен, а не в Японии.
В недавнем интервью, Коллен сказал, что Стив Харрис предлагал ему присоединиться к Iron Maiden, чтобы заменить гитариста Дэнниса Страттона, но он отклонил предложение из-за музыкальных различий.